# Savignies
Savignies – miejscowość i gmina we Francji, w regionie Hauts-de-France, w departamencie Oise.
Według danych na rok 1990 gminę zamieszkiwały 622 osoby, a gęstość zaludnienia wynosiła 63 osoby/km² (wśród 2293 gmin Pikardii Savignies plasuje się na 452. miejscu pod względem liczby ludności, natomiast pod względem powierzchni na miejscu 463.).